# (14028) Nakamurahiroshi
(14028) Nakamurahiroshi est un astéroïde de la ceinture principale.

## Description
(14028) Nakamurahiroshi est un astéroïde de la ceinture principale. Il fut découvert le 5 octobre 1994 à Kitami par Kin Endate et Kazuro Watanabe. Il présente une orbite caractérisée par un demi-grand axe de 2,55 UA, une excentricité de 0,21 et une inclinaison de 5,1° par rapport à l'écliptique.

## Compléments